# ロバート・L・パーク
ロバート・リー・パーク（英: Robert Lee "Bob" Park、1931年1月16日 - 2020年4月29日）は、メリーランド大学カレッジパーク校の物理学名誉教授、元 アメリカ物理学会ワシントン事務所長である。
しばしば疑似科学や代替医療、メディアによる歪んだ科学報道、一部の科学者、および公共政策について批判的に言及し、著書『ブードゥー・サイエンス』を出版した。
また宇宙探査において、有人探査よりも無人探査を選択するべきだと言及した。

## 経歴

### 生い立ち
パークは1931年にミズーリ州 カンサスシティで生まれた。父親はテキサス州南部の農家であり弁護士であり、パークは法律学校に進むことを考えていた。
パークは1951年から1956年までアメリカ空軍に入隊し、ロズウェルのウォーカー空軍基地などで勤務した。空軍はパークをレーダー学校で学ばせ、パークはこの時に物理学に対する情熱を見出した。

### 学歴
パークはテキサス大学オースティン校で1958年に物理学学士号を、1960年に修士号を、1964年にブラウン大学で博士号を修得した。ブラウン大学大学院在学中、パークは物理学者ハリソン・E・ファーンズワースに関連する研究を行ない 、いくつかの論文を共同執筆した。
パークはアメリカ政府の兵器研究所であるサンディア国立研究所で、技術員の一人として、のちに表面科学部門の長として約10年勤務した。この経験からのちにパークが、政府の科学政策や核兵器開発に関する助言を行なうことになった。
1974年、パークはメリーランド大学カレッジパーク校物理学科の教員となった。1975年から1978年まで素材研究のUMD's センターの所長を、1978年から1982年まで物理学と天文学の学部長を務めた。
物理学者としての長いキャリアを通じてパークは、単結晶表面の構造と性質に関する100以上の技術論文を執筆し、10の博士論文を監督した。 パークは、「more committees than I want to remember」の委員長として、いくつかの査読誌や議事録を編集した。 
パークは、アメリカ物理学会やアメリカ科学振興協会、アメリカ真空学会のフェローとなった。

### ワシントン
1983年、パークはアメリカ物理学会のワシントン事務所を設立し、2006年まで所長を務めた。この間彼は、政府や議会に対し科学や公共政策の問題について、助言や意見陳述を行ない、プレスにも従事した。パークの意見は、有人宇宙飛行や、スペースコロニー計画、SDI構想に批判的であると、メディアからは見られていた。2006年以降、ワシントン事務所は6人のメンバーが在籍し、パークは顧問となっている。

## 執筆・講演
パークはメリーランド大学のウェブサイト上で「What's New」というコラムを書き、そこで科学ニュース、宇宙探査、エネルギー、政府の政策、疑似科学、代替医療、創造進化論、核兵器などに関する意見を述べている。パークはまた、ウィキペディアが疑似科学によって誤った利用をされているとの懸念を示す一方で、ウィキペディアを「クール」だと評する。
2009年にパークはダートマス大学で、マルサスの人口論と環境問題について講演を行ない、発展途上国の人口抑制のための経口避妊薬普及が「歴史上、最も重要な技術開発」だと述べた。パークはテキサスA&M大学のトロッター賞を、宗教と科学を不当に混ぜ合わせる「アメリカ有数の疑似科学者の一人」ウィリアム・A・デムスキーが提唱する創造論やインテリジェント・デザインのための賞になっているとして批判した。
パークはまた、ニューヨーク・タイムズ、ニューズデイ、USAトゥデイ、ワシントン・ポスト、Space.com、Quackwatch、Skeptical Inquirer magagineで、op-edなどの記事を書いた。パークは2004年からサイコップ（超常現象の科学的調査のための委員会）のフェローである。

### 本の出版
パークは2000年に、代替医療やホメオパシー、スターウォーズ計画などを批判する内容の一般向けの本『ブードゥー・サイエンス』を出版した。同書についてSF作家のチャールズ・プラットはワシントン・ポストの書評で、ニュース記事や思いつきが人身攻撃による批判に利用されているとし、個々の主題をもっと調査し、実際の研究者たちと話し合うべきだと批判した。この書評には、プラットの偏見による批判であるとする意見が寄せられた。エド・レジスによるニューヨーク・タイムズによる書評では、『ブードゥー・サイエンス』は1957年に出版されたマーティン・ガードナーの『奇妙な論理』の後継者にふさわしく、様々な証明不可能な科学的主張や噂を説明していると称賛した。
パークは2008年に2冊目の一般向けの本『Superstition: Belief in the Age of Science』を出版した。パブリッシャーズ・ウィークリーの書評者は、この本を「支離滅裂だ」とし、ダニエル・デネットの『解明される宗教　進化論的アプローチ』と比較して、現存の科学や宗教に関する議論を要約したに過ぎないと批判した。パークはこの書評者に対して気分を害し、「科学こそが知識を得る唯一の方法だ」とコメントした。　
ブックリストによる書評では、この本を明快なスタイルであるとし、強い信念を持った科学者たちには尊敬され、その本質的な論理は神秘的なお告げやニューエイジの不合理な主張に反するとした。同じ書評で、パークは無神論、神経科学、自由意思などの問題に立ち向かう能力を強制していないと指摘している。

## 私生活
パークはジェリーと結婚し、メリーランド州アデルフィに住んでいる。夫婦には2人の息子と3人の孫がいる。
2000年9月3日にパークは樫の木から転落し入院した。彼はその後、経験に基づき『Superstition: Belief in the Age of Science』を書いた。
2013年3月17日、パークは脳梗塞で倒れ、読み書き会話が困難になった。同年6月12日のニュースレターの更新でパークは｢多くの素晴らしい人々が私を支援してくれているが、回復には長い時間が掛かる。私は「What's New」の書き込みを再開することを楽観視している。｣と書いた。またパークは「大衆はしばしば気が付かないうちにメディアの報道によって騙される」ので、ニュースレターの執筆を続けるだろうと述べた。
2020年4月29日に死去。89歳没。

## 主な著書
- Park, Robert L. (2002). Voodoo science: the road from foolishness to fraud. Oxford [Oxfordshire]: Oxford University Press. ISBN 0-19-860443-2
  - (和訳本)Park, Robert L.、栗木さつき 翻訳『わたしたちはなぜ科学にだまされるのか ―インチキ!ブードゥー・サイエンス』主婦の友社、2001年。ISBN 978-4072289211。
- Park, Robert L. (2010). Superstition: Belief in the Age of Science. Princeton, N.J: Princeton University Press. ISBN 0-691-14597-0